# Transferencia de Gwadar a Pakistán
La transferencia de Gwadar a Pakistán es un hecho histórico que tuvo lugar en 1958.

## Antecedentes

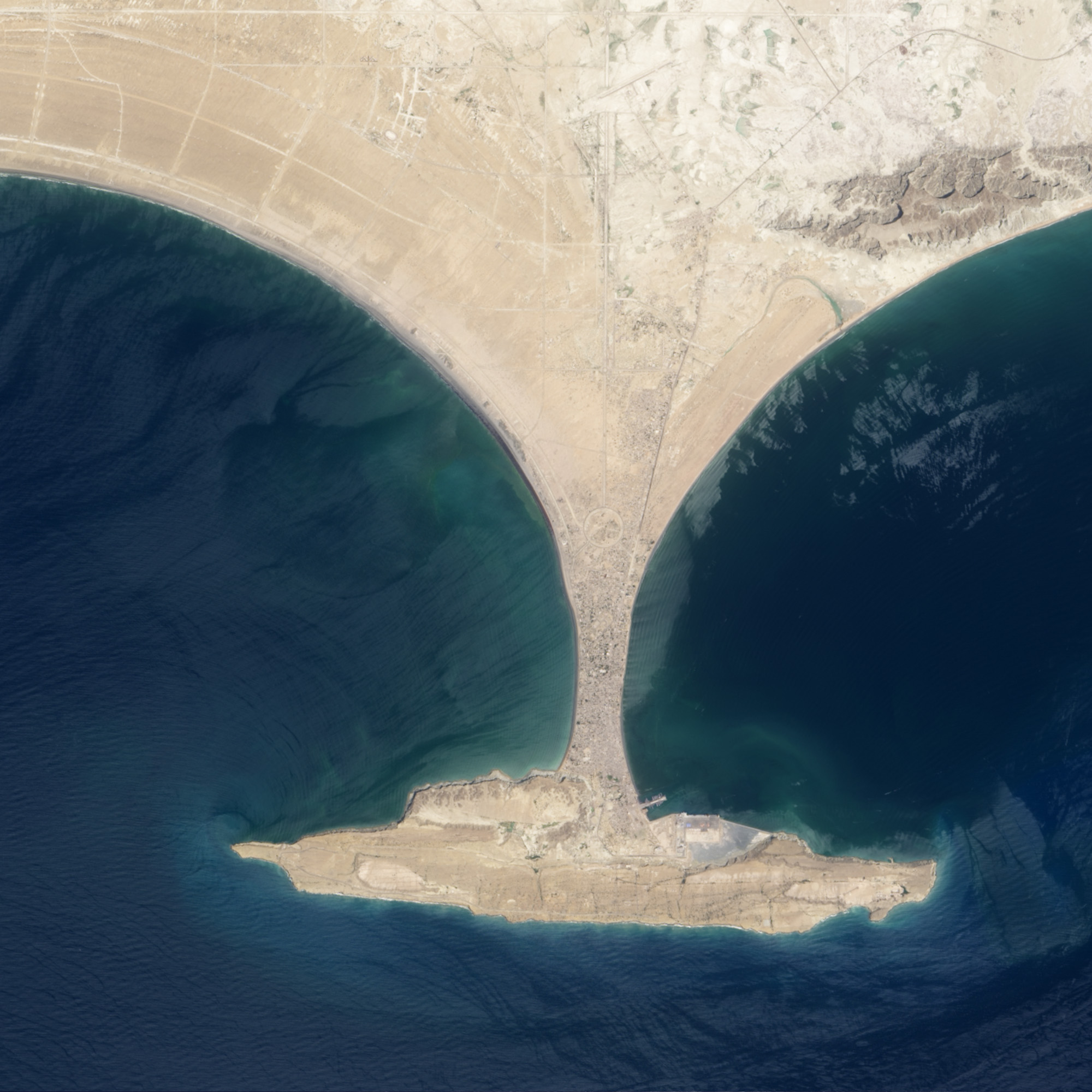
Vista de satélite de Gwadar.

Gwadar es una ciudad costera situada en la costa de Makrán, en Beluchistán. Desde 1797 la población había pertenecido al sultán de Omán. Durante el siglo XIX Beluchistán había quedado dividido entre Persia al oeste y la India Británica al este, aunque las fronteras no quedaron fijadas definitivamente hasta 1905, pasando Gwadar a limitar con los territorios británicos. El final del dominio británico en agosto de 1947 se produjo con la formación de dos nuevos estados. Baluchistán quedó integrado en Pakistán, pasando Gwadar a limitar con este país.

## Proceso de adquisición por Pakistán
En 1954 el gobierno de Pakistán encargó al Servicio Geológico de los Estados Unidos un estudio de sus costas para encontrar lugares donde fuera posible establecer puertos. Este estudio incluyó Gwadar como lugar para un buen puerto de aguas profundas. A raíz de esta determinación, así como del interés de la población de Gwadar por adherirse a Pakistán, el gobierno de este país inició el proceso de reclamación del territorio. Las negociaciones contaron con la mediación británica y se desarrollaron durante cuatro años, incluyendo un periodo de seis meses de negociaciones intensas.
Como conclusión de las negociaciones, Pakistán compró Gwadar a Omán por tres millones de dólares.  La mayor parte de esta suma se obtuvo de donaciones y el mayor donante fue el sultán Mahommed Shah Aga Khan III. El acuerdo de 8 de septiembre entre Omán y Pakistán incluía entre sus cláusulas incluir todo el Baluchistán paquistaní en la zona de reclutamiento de tropas para Omán y establecer que los recursos locales debían ser desarrollados.
El 8 de diciembre de 1958 Gwadar pasó a formar parte de Pakistán.